# Acroneuria ozarkensis
Acroneuria ozarkensis är en bäcksländeart som beskrevs av Edward Bagnall Poulton och Stewart 1991. Acroneuria ozarkensis ingår i släktet Acroneuria och familjen jättebäcksländor. Inga underarter finns listade i Catalogue of Life.